# کراسنوسلوبودسک، موردوویا
شهر کراسنوسلوبودسک، موردوویا (به روسی: Краснослободск) در کشور روسیه و در جمهوری موردوویا واقع شده‌است.